# Sződ
Sződ község Pest vármegyében, a Váci járásban, a budapesti agglomerációban.

## Fekvése
Budapesttől mintegy 30 kilométerre északra fekszik, a Gödöllői-dombság peremén.
Közúton a 2-es főút, az M2-es autóút, valamint a 2104-es út felől érhető el, mindhárom irányából a központján is végighúzódó 21 112-es számú mellékúton. Vasúton a Budapest–Szob-vasútvonal Sződ-Sződliget megállóhelyig utazva, majd onnan menetrend szerint közlekedő buszon közelíthető meg.

## Nevének eredete
Sződ (Zeud, Zewd, Sceud) neve személynévi eredetű, mely a régi magyar „sző” vagyis fehéres, szőke szóból ered.

## Története
Sződ és környéke az őskor óta lakott helynek számít. Határában őskori leletek, újkőkori cserepek, a bronzkori halomsíros kultúra emlékei, rézkorból való cserépmaradványok, vaskori edénytöredékek, szkíta és kelta cserepek, a római korból szarmata és 2. és 3. századi kvád településnyomolat, népvándorlás kori Avar fazéktöredékeket és a 8-13. századból való régészeti emlékek kerültek napvilágra.
Sződ területén egykor a Tétény vezértől származó Gyula-Zsombor nemzetségnek voltak birtokai.  
Az első írásos – oklevéli – említés IV. Béla korához kapcsolódik 1255-ből, egy itteni birtokosaával sződi Sigfrid Fejér vármegyei ispán birtokszerzésével kapcsolatban. Ekkor a község neve még „Szenden” volt. Az oklevelet IV. László átíratta és megerősítette, ennek kelte 1288. április 18. Ezekből az okmányokból arra következtethetünk, hogy a település már az államalapítás idején is létezett.
1317-ben a Sigfrid család kihaltával Erdő, s a Balog nemzetségbeli Széchy család birtoka lett Göddel és Keszivel együtt, s az maradt egészen 1579-ig, a család utolsó tagjának alsólendvai Széchy Tamásnak utód nélküli haláláig, kinek birtokait II. Rudolf király  Poppel Lászlónak adta.
A régi korok emlékét az 1953-ban felfedezett, a sződi templom bejárati lépcsőfokán talált XI. századi palmetta díszítéses kő őrzi. E faragott kő nagy valószínűséggel a tatárjárást követően került Sződre Vácról.
A középkori források szűkösek, mint birtokot – a Szécsi család birtokát – említik a települést. Ez a család birtokolja még 1579 novemberében a községet.
A törökök először 1526 szeptemberében jelentek meg a környéken, amikor Mohács után egészen Vácig portyáztak a Duna mentén. A következő 150 év Vác sorsával kötötte össze Sződöt. Ahogy a hadi események forogtak úgy lett hol magyar, hol német és hol török terület.
A török hódoltság 1544-től szilárdult meg, az ún. budai szandzsákon belül Sződ a váci náhijéhoz tartozott. A XVI. századi török összeírás szerint Sződ falu népessége és gazdagsága növekedett. Az 1546-ban és 1559-ben történt összeírás már egyértelműen Sződ névvel illette a települést.
A Rákóczi szabadságharc-ban a magyar lakosság aktívan részt vett, de a labanc-rác megtorlások alatt ez a terület is kivérzett. Sződ történetének alakulására legnagyobb hatással a Grassalkovichok földesuraságának korszaka volt. A falu régi részének kinézete, arculata ekkor alakult ki. Ebből a korból származik a két műemléki jellegű épület, a templom és a parókia. Ez a család Sződöt – Göd pusztával együtt – 1736-ban vásárolta meg a Madách családtól. A család a későbbiekben romai katolikus székelyeket telepített a községbe.
A falu lakossága Mária Terézia uralkodása alatt másfélszeresére nőtt. Sződön az urbárium 1769-ben jött létre.
Az 1848–49-es forradalom és szabadságharc időszaka nem hagyott jó nyomokat. A község bíráját ugyanis, Mikó Józsefet és társait a nemzetőrség szervezésével kapcsolatos félreértés miatt – mint Habsburg barát hangadókat – elfogták és elítélték.
Az első világháború után megkezdték a villamosítást.
A második világháborút követően községből sokan önként - az elüldözöttek javaiért - áttelepültek Csehszlovákiába. 1950-ben Sződliget településrész önálló községgé alakult.
A társadalmi változások rányomták bélyegüket a községre. A felnőtt lakosság nagy része „kétlaki” lett. A termelőszövetkezeten kívül más, jelentős foglalkoztató nem települt a községbe.
2002-től a község fejlődése nagy lendületet vett. A település a vidékre kitelepülni szándékozók számára népszerűvé vált, mivel az M2 autóút megépítése minőségi változást eredményezett a közlekedésben, Budapest és Vác megközelítésében. Új lakóterületeket alakítottak ki, melyek rövidesen beépültek, betelepültek. Sződ területén több vállalkozó is megtelepedett.
A település intézményei megújultak, illetve újak épültek, kialakult a Dózsa György út mai utcaképe. 
2014-re a falu teljes úthálózata aszfalt burkolattal rendelkezik.
A község 2002-ig két lakott településrésszel rendelkezett – Csöröggel és a Nevelek dűlővel – Csörög 2002-ben önállósodik, majd Nevelek 2014-ben Gödhöz csatlakozik.

## Közélete

### Polgármesterei
- 1990–1994: Sándor István (független)[3]
- 1994–1998: Sándor István (független)[4]
- 1998–2000: Fábián József (független)[5]
- 2001–2002: Hertel László (független)[6][7]
- 2002–2006: Hertel László (független)[8]
- 2006–2010: Hertel László (független)[9]
- 2010–2014: Hertel László (független)[10]
- 2014–2019: Hertel László (független)[11]
- 2019–2024: Hertel László (független)[12]
- 2024– : Hertel László (független)[1]

A településen 2001. április 1-jén időközi polgármester-választást (és képviselő-testületi választást) tartottak, az előző képviselő-testület önfeloszlatása miatt.

## Népesség
A település népességének változása:
| Lakosok száma | 3586 | 3543 | 3667 | 3851 | 3166 | 3482 | 3480 |
|               | 2013 | 2014 | 2018 | 2021 | 2022 | 2023 | 2024 |

A 2011-es népszámlálás során a lakosok 87,6%-a magyarnak, 0,5% németnek, 0,3% románnak, 1,5% szlováknak mondta magát (12,4% nem nyilatkozott; a kettős identitások miatt a végösszeg nagyobb lehet 100%-nál). A vallási megoszlás a következő volt: római katolikus 55,7%, református 4,9%, evangélikus 0,6%, görögkatolikus 0,3%, felekezeten kívüli 8,4% (27,9% nem nyilatkozott).
2022-ben a lakosság 92,2%-a vallotta magát magyarnak, 0,8% szlováknak, 0,7% németnek, 0,4% románnak, 0,3% cigánynak, 0,1-0,1% görögnek, horvátnak és örménynek, 3,9% egyéb, nem hazai nemzetiségűnek (7,6% nem nyilatkozott; a kettős identitások miatt a végösszeg nagyobb lehet 100%-nál). Vallásuk szerint 38,4% volt római katolikus, 5,8% református, 0,8% evangélikus, 0,7% görög katolikus, 1,9% egyéb keresztény, 0,9% egyéb katolikus, 12,9% felekezeten kívüli (38,3% nem válaszolt).

## Címere
Álló, háromszögletű, vörössel és kékkel hasított katonai pajzs, amelynek közepét zöld halomból kinövő, kétlevelű, háromfürtű, kettős keresztben végződő szőlőkaróra támaszkodó ezüst szőlőtőke foglalja el. A (heraldikailag) jobb oldali vörös mezőben hegyével felfelé, élével befelé forduló ezüst csoroszlya, a kék mezőben pedig hegyével lefelé, élével befelé forduló ezüst ekevas lebeg. A címertartó mindkét oldalon egy-egy arany búzakalász.

## Nevezetességei
- Mária Magdolna Római Katolikus templom, II. János Pál pápa tér 1. Felszentelve: 1744-ben
- Plébánia épülete, II. János Pál pápa tér 2.

## Földrajza
Sződ Pest vármegye északi részén, a Pesti-síkság és a Cserhátalja találkozásánál, a Sződ–Rákos-patak mentén található település. A település környékén a Duna pleisztocén homokkúp teraszait laza szerkezetű kötött, löszös és futóhomok fedi, melyek magas talajvize nátriumot, kalciumot, magnéziumot és hidrogénkarbonátot tartalmaz. A Pesti-síkság középkorban kezdődő sztyeppesedési folyamata során a barna erdőtalaj egy része eltünt. A növényzetet a nedves rétek és kaszálók, telepített akácosok és fenyők, és a terület nagy részén szántóföldek és szőlők alkotják.

## Tömegközlekedés
- Helyközi autóbuszjáratok: 343, 344